# Farrah Fawcett
Ferrah Leni Fawcett (født 2. februar 1947, død 25. juni 2009) var en amerikansk skuespiller, der især blev kendt som en af de tre "engle" i tv-serien Charlie's Angels, der blev en stort succes i slutningen af 1970'erne. Fawcett blev desuden et stilikon i popkulturen, idet hendes frisure og tøjstil dannede mode hos mange piger i perioden.

## Biografi
Farrah Fawcett blev født i Corpus Christi, Texas, og i slutningen af 1960'erne prøvede hun lykken i Hollywood, hvor hun i første omgang medvirkede i reklamefilm for blandt andet hudprodukter og shampoo. Omkring samme tidspunkt fik hun endvidere nogle småroller i forskellige tv-serier, men det var først, da hun fik taget en række modelfotos poserende i badedragt i midten af 1970'erne, at hun for alvor blev kendt. Billederne blev udsendt som plakater og solgt i adskillige millioner eksemplarer (antallet varierer med kilder mellem 5 og 12 millioner).

## Karriere
Med plakaternes succes og Fawcetts erfaringer i tv-branchen var det et godt valg at indlemme hende i gruppen af Charlie's Angels, der blev en øjeblikkelig succes. Og skønt der var tre "engle", var det især Fawcett, der høstede successen i seervalg etc. Imidlertid forlod hun serien allerede efter første sæson for dog – efter et sagsanlæg – at gæsteoptræde i tre afsnit i sæson tre og fire. 
Efter successen med Charlie's Angels medvirkede Fawcett i en række produktioner, der blev fiaskoer, inden hun med en optræden på teateret i New York opnåede en stor kritikersucces i dramaet Extremities i 1983. Det følgende år opnåede hun den første af tre Emmy-nomineringer, og senere blev det også til en Golden Globe-nominering og deraf følgende anerkendelser af hendes talent i et andet end hendes oprindelige rollefag, hvor udseendet ikke længere var vigtigt.
Blandt hendes biograffilm må nævnes Logan's Run (1976), The Cannonball Run (1981) og Dr T and the Women (2000).
I mange år nægtede hun trods mange tilbud at lade sig fotografere nøgen, så derfor vakte det stor opsigt, da hun i 1995 i en alder af 48 optrådte uden tøj i Playboy Magazine, hvilket blev gentaget to år senere. Desuden stod hun model for billedhuggeren Keith Edmier, der fik sine værker udstillet på blandt andet Andy Warhol Museum.

## Personlige liv
Hun var i perioden 1973-82 gift med skuespilleren Lee Majors, og hun blev i den periode krediteret som Farrah Fawcett-Majors. Efter skilsmissen og indtil sin død kom Fawcett sammen med skuespilleren Ryan O'Neal, med hvem hun fik en søn, Redmond.
I 2006 fik hun konstateret cancer, som hun i første omgang tilsyneladende blev kureret for, men sygdommen brød ud igen, og den kostede hende til sidst livet.